# 台鐵TEMU1000型電聯車
TEMU1000型是一款屬於臺灣鐵路公司（原臺灣鐵路管理局，略稱台鐵或臺鐵局）的交流電中長距離用傾斜式電聯車，也是台灣首款引進的傾斜式列車，設計源自日本JR九州885系電力動車組，2007年5月8日起以太魯閣自強號列車之名開始營運:9，由日立製作所所承造:114。

## 概要

### 引進簡史

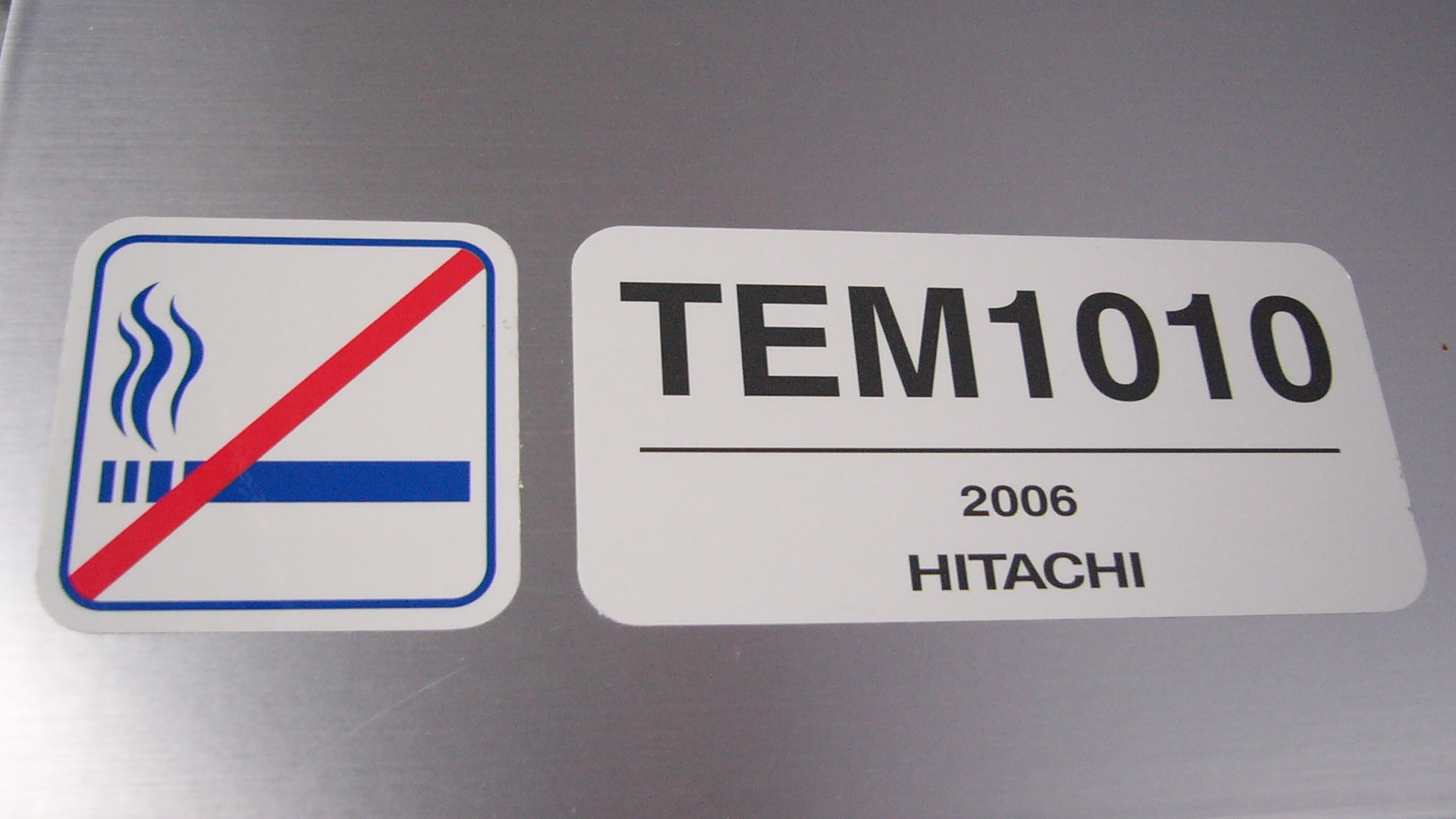
TEMU1000內部的禁止吸菸標籤與日立標籤

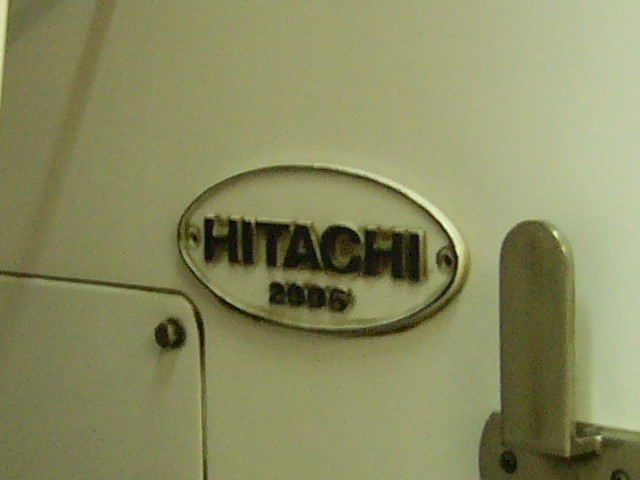
TEMU1000車廂間的日立銘板

宜蘭線、北迴線以及台東線拓寬工程陸續通車，臺鐵為了提升東部幹線的運量，在1984年至1998年陸續引進DR2800、DR2900、DR3000以及DR3100等柴聯車。2002年隨著臺鐵東部幹線的鐵路電氣化以及雙軌化陸續完工，雖然將現有的自強號柴聯車、電聯車以及推拉式自強號等車輛陸續的加入，假日依舊經常一票難求。臺鐵為了提升客運運量上的需求，因此開始規劃「東線購置城際及區間客車計畫」:114。
到了2006年6月隨著連接臺北縣（現新北市）和宜蘭縣的北宜高速公路雪山隧道通車，大幅縮短公路來往臺北與宜蘭之間的行車時間；而原來的臺鐵宜蘭線，因其路線較高速公路迂迴且彎道多，傳統鐵路車輛的運行速度將無法與高速公路競爭，影響臺鐵在這個區間的競爭力與載客量。有鑑於此，臺鐵同時力推建造北宜直線鐵路以及規劃引進可以高速通過彎道的傾斜式列車，以求縮短宜蘭線區間之行車時間。2006年時環境評估無法通過，於是暫停北宜直鐵規劃作業:114。
臺鐵在1996年開始引進韓國與南非生產的推拉式自強號，因上路後經常發生故障，在原生產商不願意配合協助處理之下導致許多不愉快的經驗。所以在進行招標摒除韓國廠商投標資格，到了2004年9月，由日本丸紅商事得標，並由日立製作所位於山口縣下松市的笠戶事業所進行設計與承造，臺鐵將新的車輛形式訂為TEMU1000型電聯車，意義為傾斜式（Tilting）電聯車。列車的設計源自JR九州885系電力動車組，並且將列車編組增加到8輛一編組，並採取單一等級制，以求得到較高的服務品質以及穩定的車輛調度使用:115。在2005年12月由中華民國鐵道文化協會舉辦公開命名活動，最後臺鐵在2006年1月17日取名為「太魯閣號」（Taroko Express）:9－11。
TEMU1000型電聯車的設計最高時速為150km/h，營運時最高時速為130km/h，與885系電聯車相同。這款電聯車有傾斜式設計，最大傾斜角度為5度，在彎道可以高於一般列車25km/h的高速通過，務求在彎道居多的宜蘭線，能夠高速通過彎道，以大幅縮短八堵到頭城路段的行車時間，加強與高速公路的汽車和長途巴士的競爭能力:115。

### 車輛交付
第一批三組24輛TEMU1000型電聯車在2006年12月17日運抵台灣的基隆港，同年12月31日，TEMU1000型第一次行駛於樹林至花蓮之間進行列車的試運轉以及相關的測試。2007年臺鐵於1月23日在花蓮車站舉行TEMU1000型的交車典禮，首度向媒體進行公開展示與參觀。2007年2月16日，為了因應春節假期，首次以加班自強號進行營運，無啟動傾斜機制，同年3月20日，臺鐵邀請媒體試乘臺北至花蓮，傾斜啟動並於1小時55分走完全程；至4月清明節假期再度以加班自強號行駛，延長行駛在西部幹線的縱貫線以及屏東線電氣化區間。同年5月8日TEMU1000型正式開始營運，行駛東部幹線之太魯閣自強號列車:115。
2007年12月8日，第二批24輛TEMU1000型列車運抵基隆港，並於2008年2月2日開始第二批車輛正式開始營運，並且延伸到西部幹線的臺中、彰化以及員林等站。臺鐵曾於2008年3月1日至2012年1月17日期間提供一列TEMU1000型作為包車使用，供機關團體、公司行號搭配旅遊及商務行程使用，稱為「太魯閣專車」，逢星期五至日或連續假日時，太魯閣列車將會全數上線營運，不提供包車服務。
TEMU1000型電聯車在縱貫線進行試運轉時行駛臺北到高雄直達以3小時15分的行車時間，打破EMU300型電聯車的3小時47分的紀錄。到了2008年，因本型列車組數量有限，及西部已有高鐵之故，中華民國交通部宣布，本型車將主要服務東部民眾，為行駛於宜蘭線、北迴線為主的東部幹線及部分跨線列車:115。

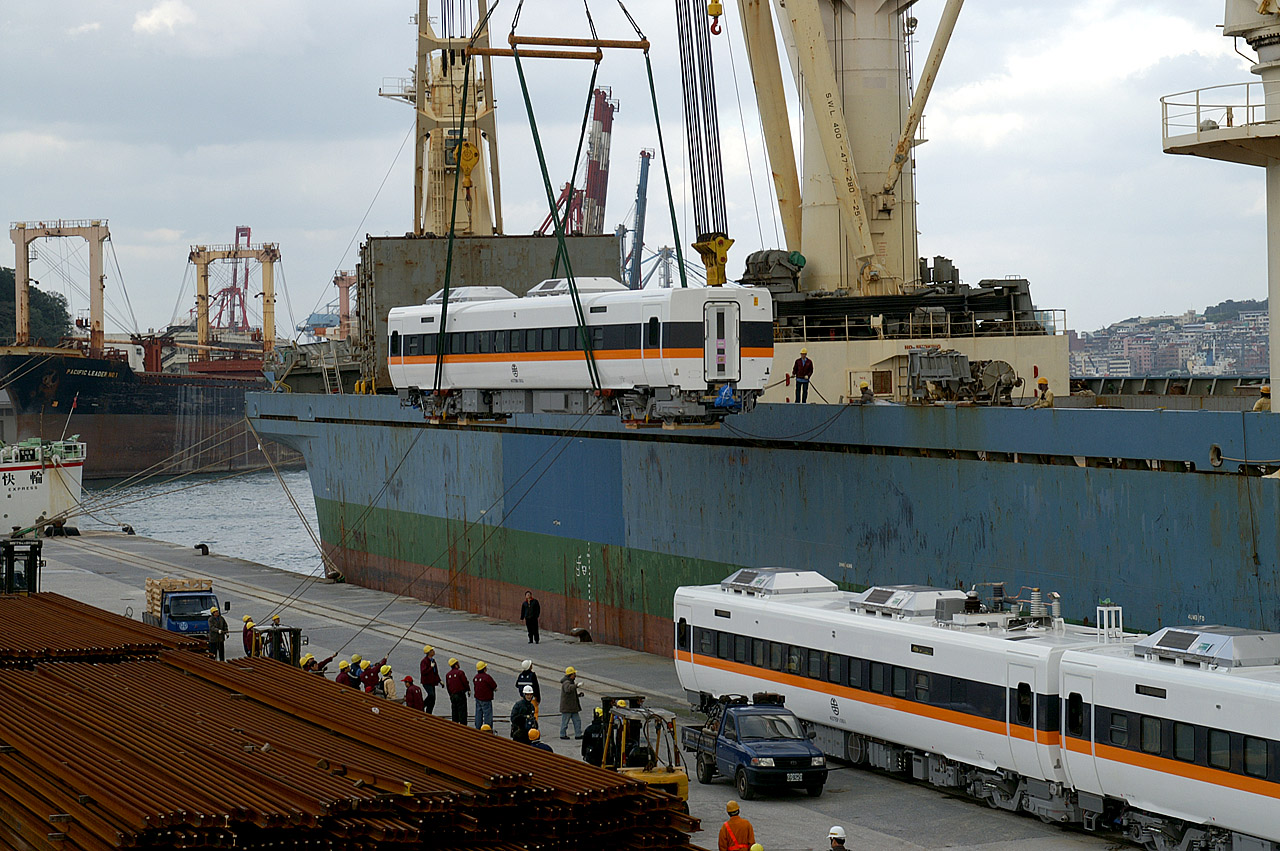
TEMU1000型電聯車於基隆港吊運下船（2006年12月17日）
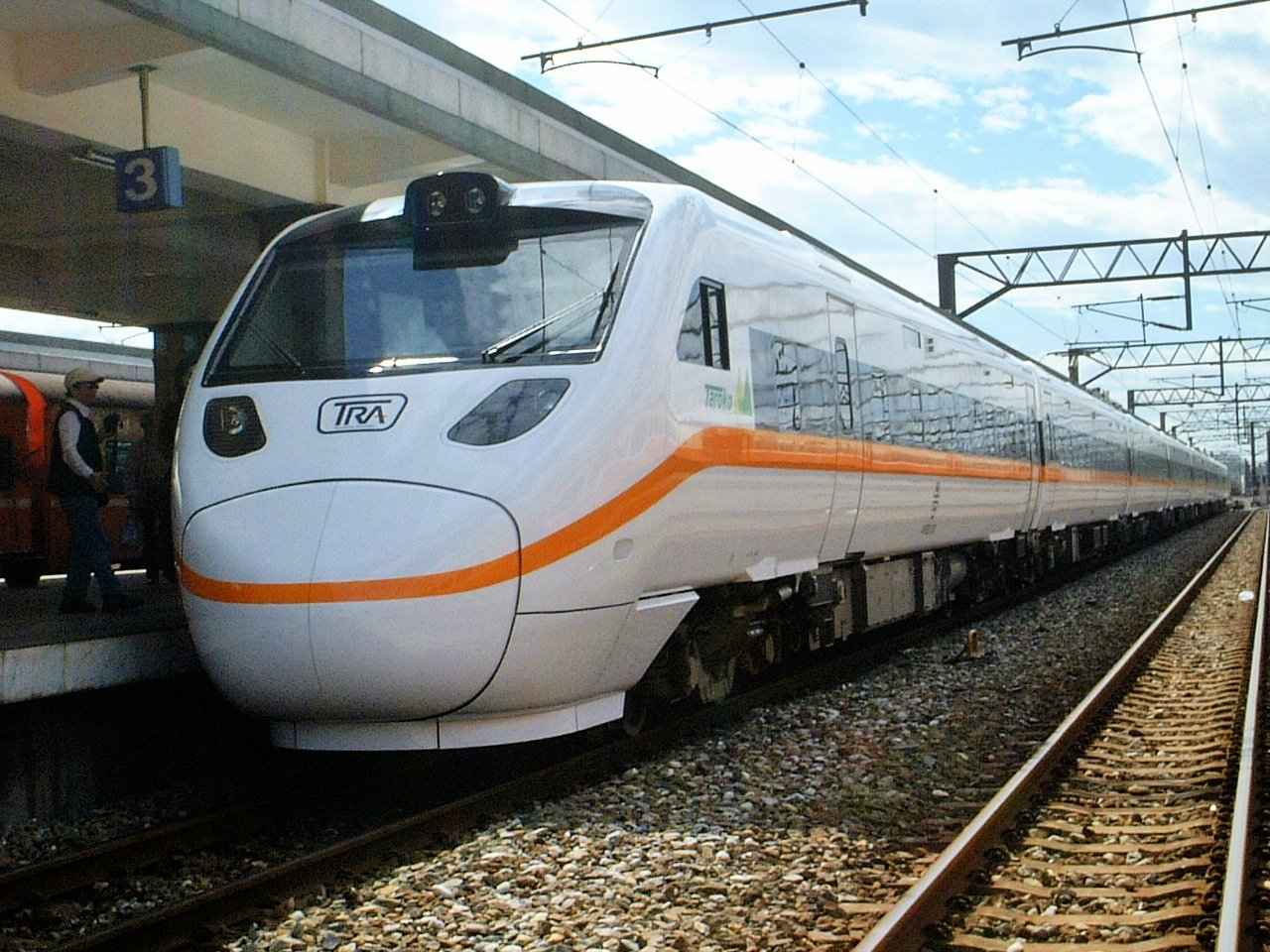
TEMU1000型在花蓮車站進行公開展示（2007年1月23日）
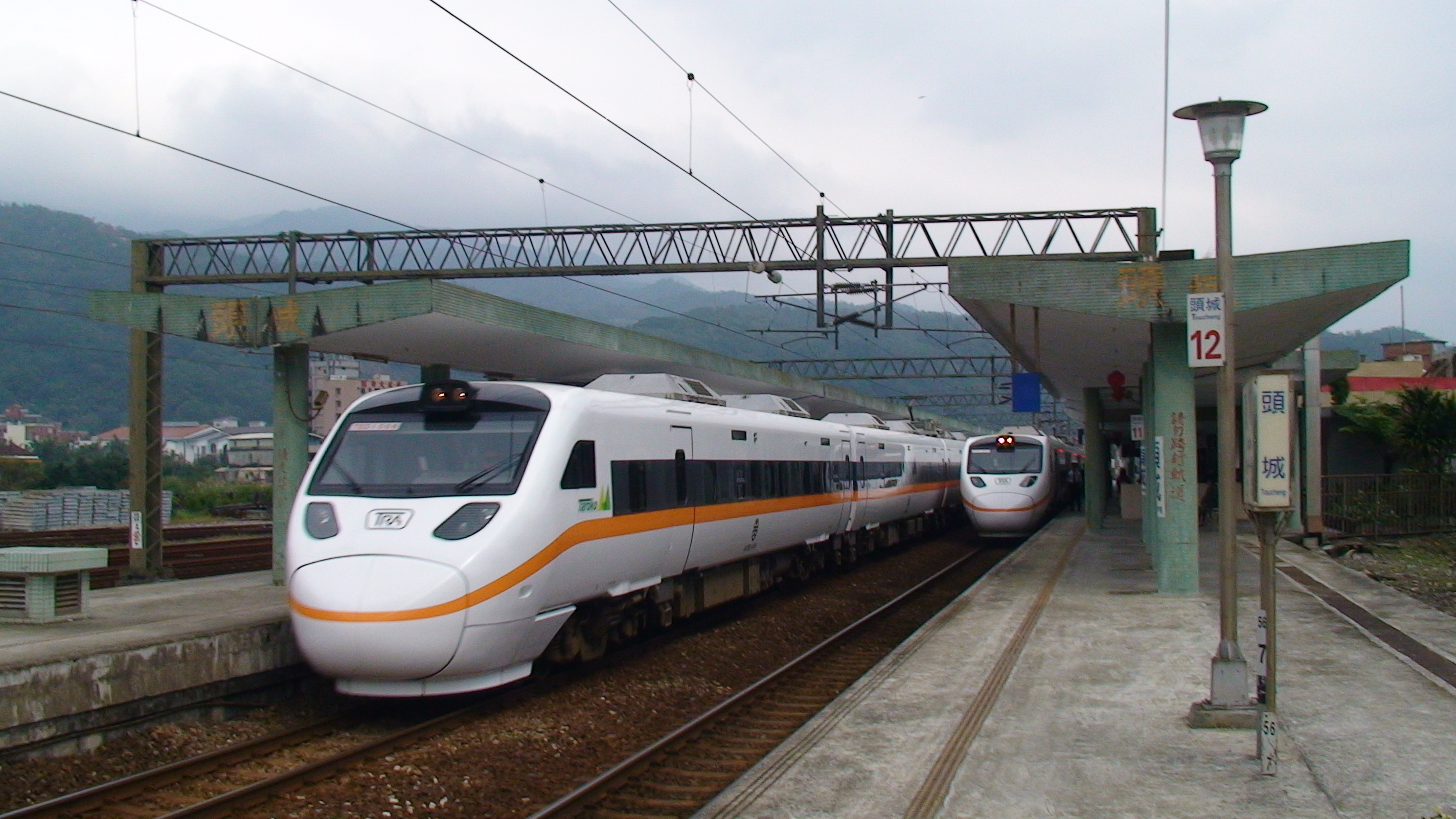
兩列TEMU1000型太魯閣列車在頭城車站待避與通過（左為TEMU1007+1008，右為TEMU1001+1002列車）

### 後續概況
原本臺灣鐵路管理局是跟日立製作所採購96輛，但因為臺鐵高層基於某些保守考量因素，使得這個採購案以兩階段各48輛（各6列）來採購。由於第二階段臺鐵與日立並無協議好價位，在日幣匯率飆漲以及日立有可能有更大的訂單，無法在臺鐵要求年限內完成契約的狀況下，2009年初台鐵與日方的動作並沒有太大的進展。而2010年中台鐵修改採購數量為136輛後，日立並未投標；2010年11月再度開標時，日立與丸紅合作參與投標，並與另一家住友商事與日本車輛製造合作集團競標。2010年12月31日，開標結果確定由住友商事得標，並在2011年1月6日與台鐵完成簽約，後續的136輛改為日本車輛製，為TEMU2000型電聯車。
到了2014年12月，受東部幹線的運量提升以及日圓貶值的影響之下使得購買TEMU2000型的預算有結餘款，因此台鐵決定再增購TEMU1000型以及TEMU2000各2編組共32輛，現時TEMU1000型一共有16個編組共64輛，並且研擬西部幹線直達車的可行性。增購的其中一列TEMU1000型於2016年1月12日交車，另一列也已於2016年2月25日交車。

## 規格與構造

### 車體

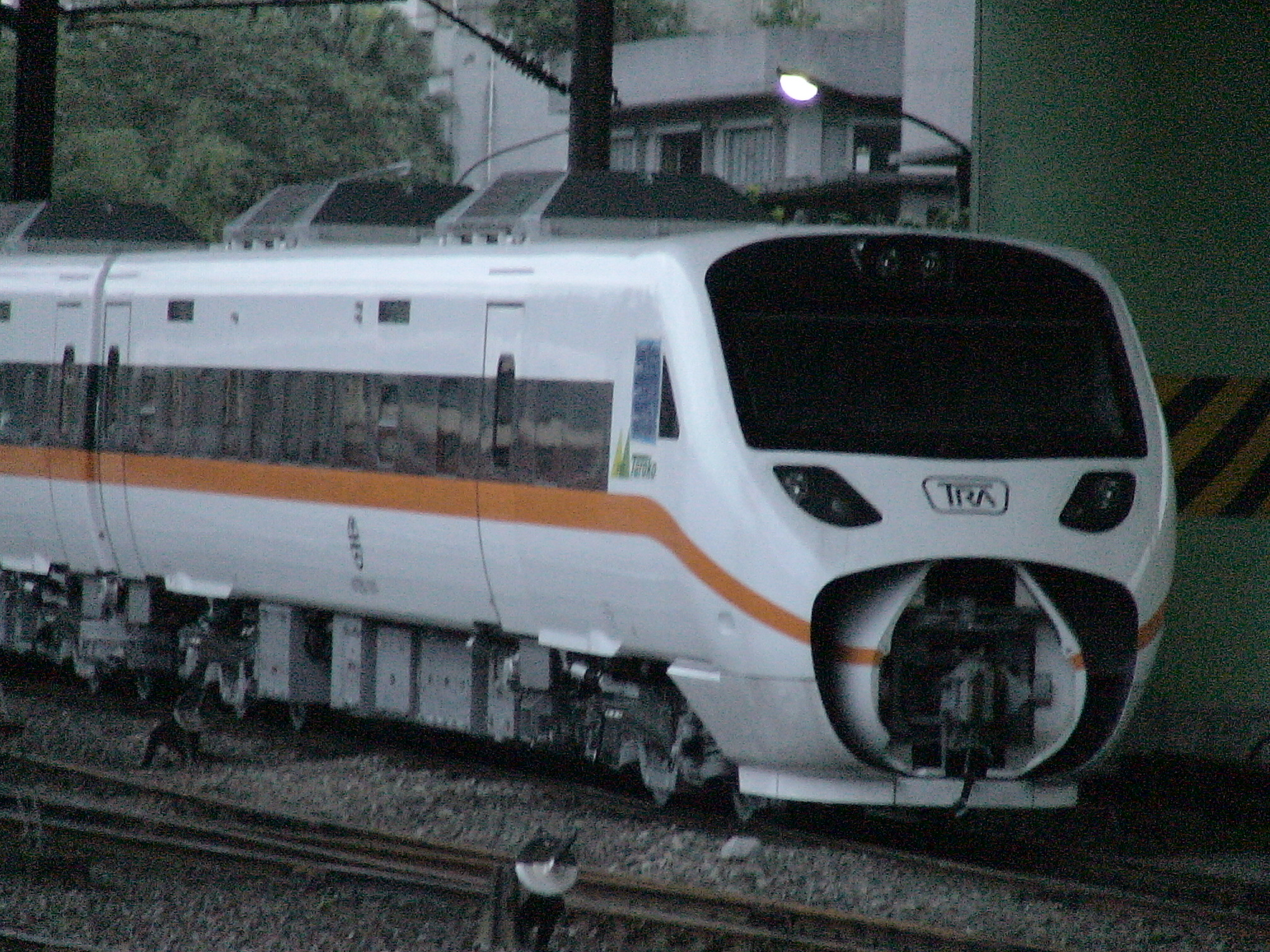
車頭連結器罩開啟

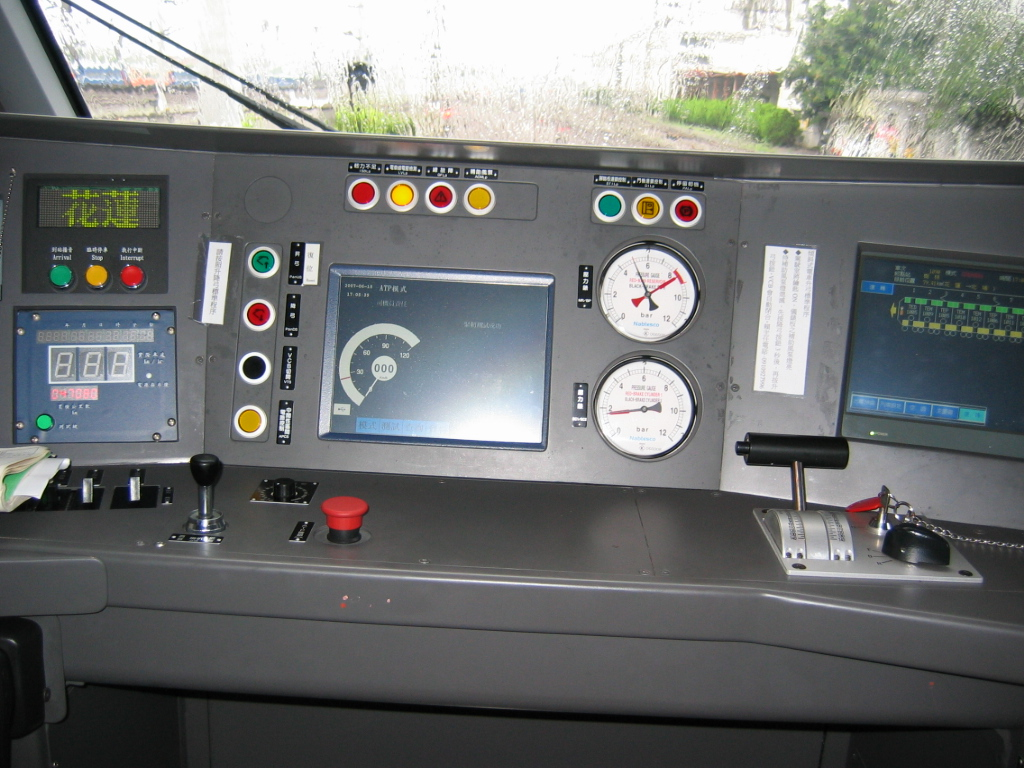
TEMU1000型的駕駛座

TEMU1000型的車體採用日立製作所的「A-train」組件構體系統，使用摩擦攪拌銲接（Friction stir welding）方式將鋁合金製造成雙皮層構造。在車體外觀參考了885系，而車頭結構則採用玻璃纖維製造的連結器罩，並且首次使用連結器罩將車頭的連結器隱藏，進行列車調度時才會開啟使用，而車頭外型與推拉式自強號相比較為圓滑。車燈的設計與885系不相同，在駕駛車窗上方加上了頭燈。車窗與885系相同採用小型車窗，而車門不同於885系所使用的內藏門，而採用了滑塞式自動門。由於每個車站月台高度不同以及間隙較大，在TEMU1000型設置了與新幹線400系電力動車組以及新幹線E3系電力動車組相同的上下車門腳踏板收納裝置，來弭補列車與月台之間的高度及間隙的問題。為了避免乘客搭錯車，車窗上方設置三色發光二極體（LED）顯示幕，而後續改造的DR2800型、DR3000型以及DR3100型柴聯車與EMU300型電聯車統一使用同型的顯示幕，成為臺鐵顯示幕的標準:117:63－70:14－20。
車輛塗裝參考了新幹線700系電聯車E編組「光號鐵路之星」的塗裝，車體主色為採用白色為底，車窗附近則塗上灰黑色以及橘色，車頭駕駛車窗下塗上代表臺鐵的英文簡寫「TRA」，而在車身左右兩側塗上代表太魯閣列車的「Taroko」的形象標誌:116:63－70:14－20。
列車的連接器採用半固定式連接器以及ARR-H型密著式列車連結器，由於列車車廂之間不會調動的緣故，一般車廂採用半固定式連接器，而在兩個列車編組以及車頭之間的連接採用ARR-H型連結器，為了配合下船場地的限制，同時也能夠在特殊情況進行調度而附設半固定式連接器轉密著式列車連結器之間的轉接頭。
TEMU1000型的駕駛操作裝置與885系的單一把手控制方式不同，而是採用電門與軔機分開的方式，並且都設置在右手邊:116。

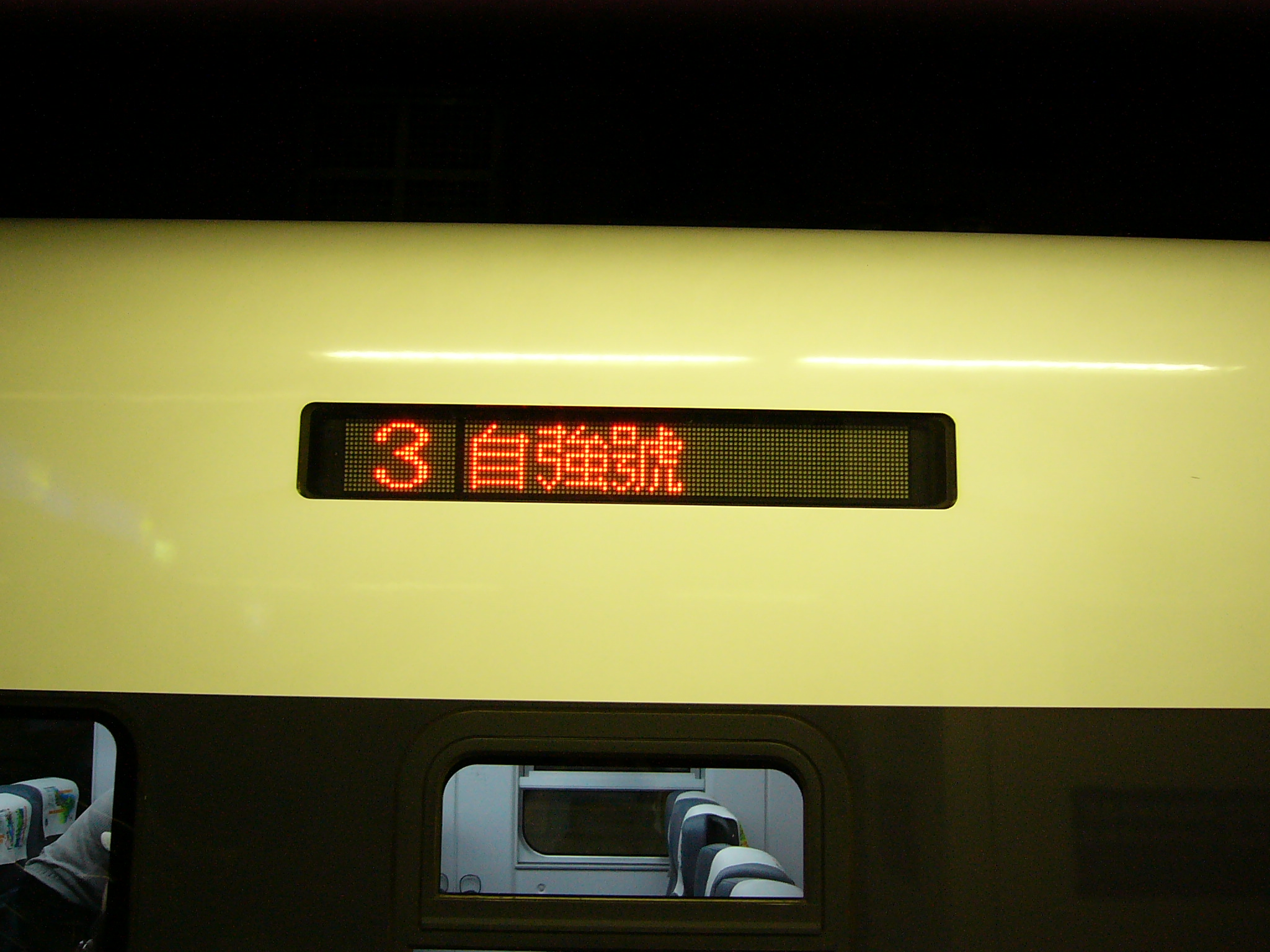
LED顯示幕
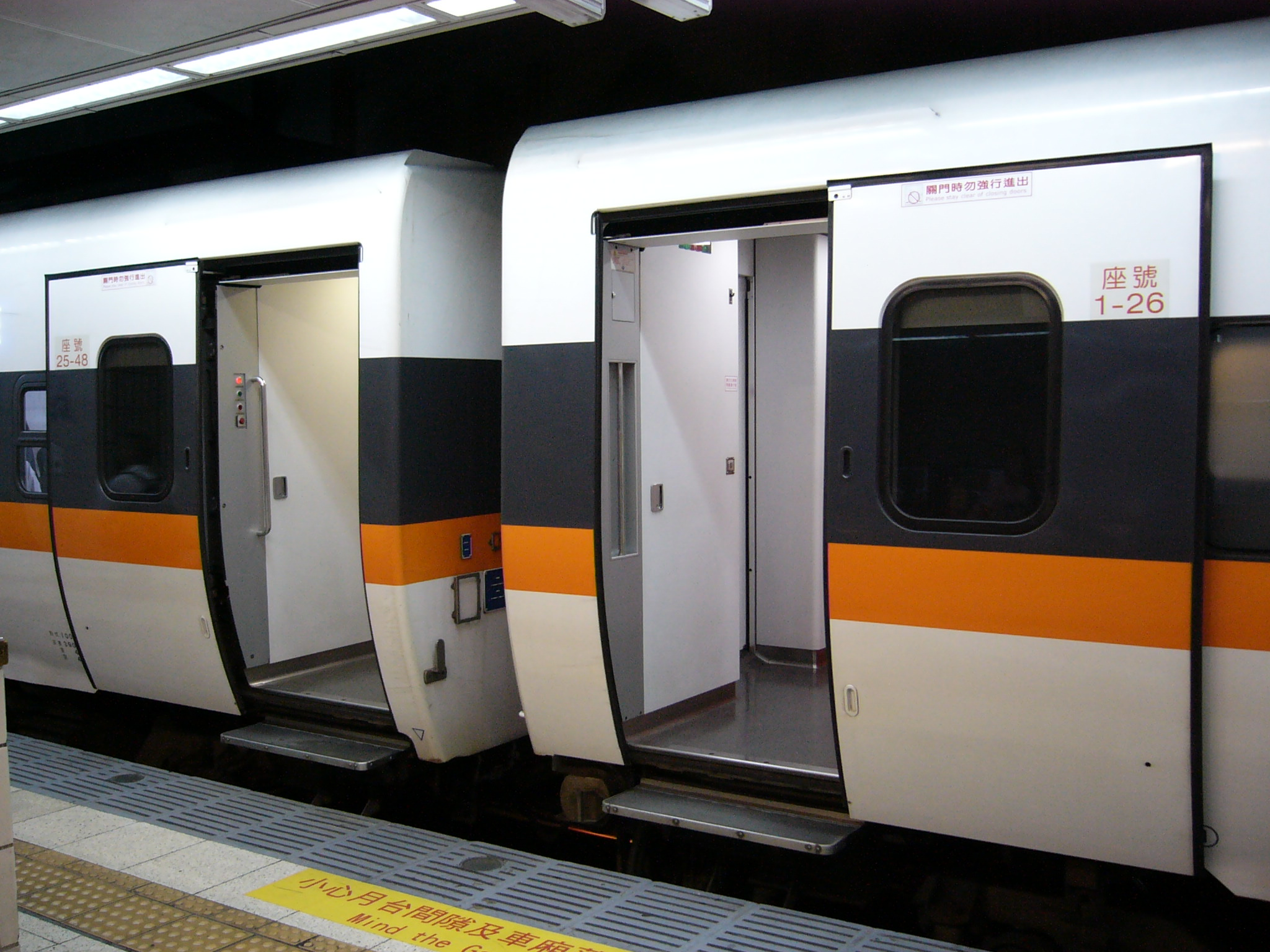
車門開啟狀態
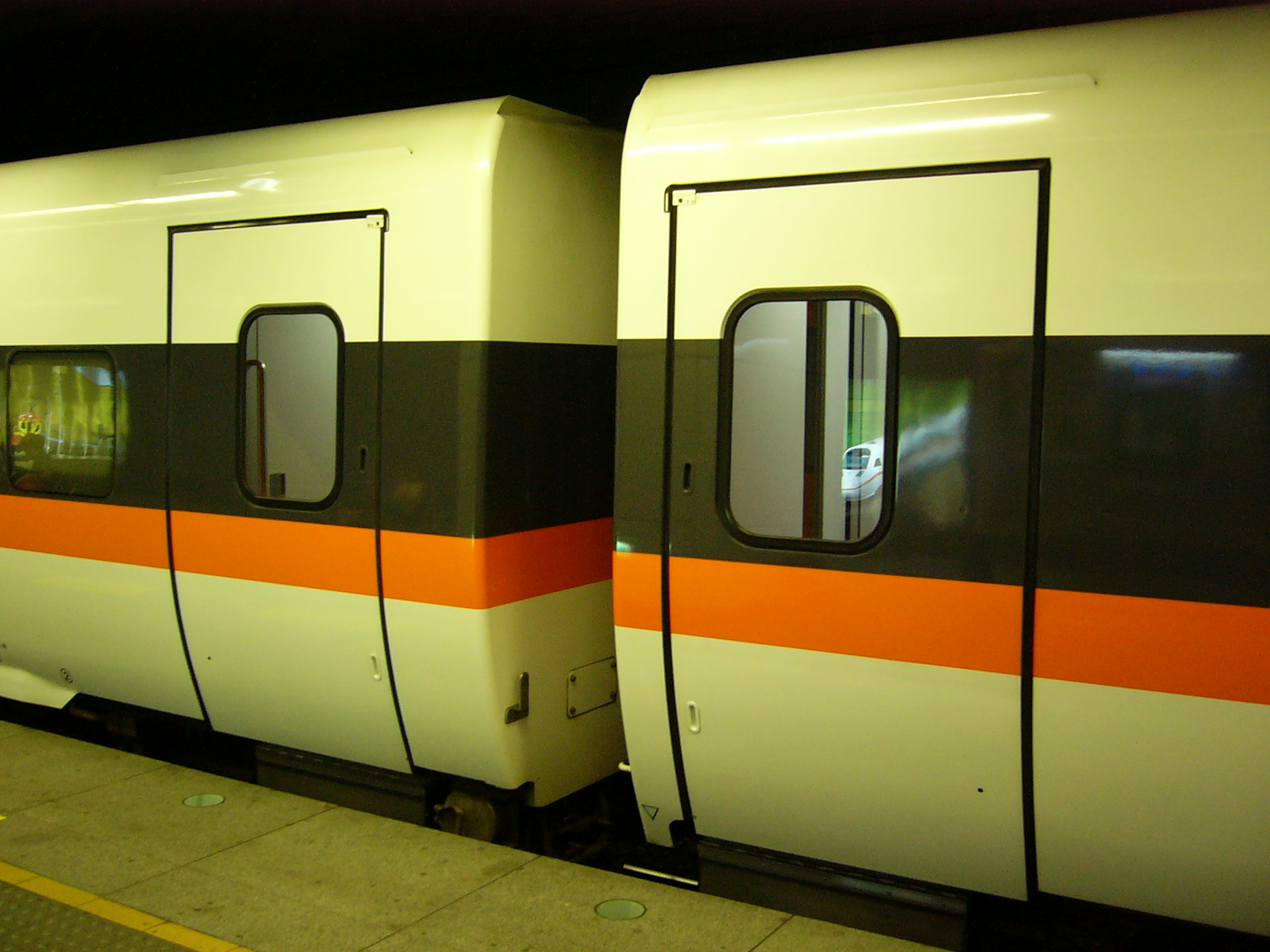
車門關閉狀態
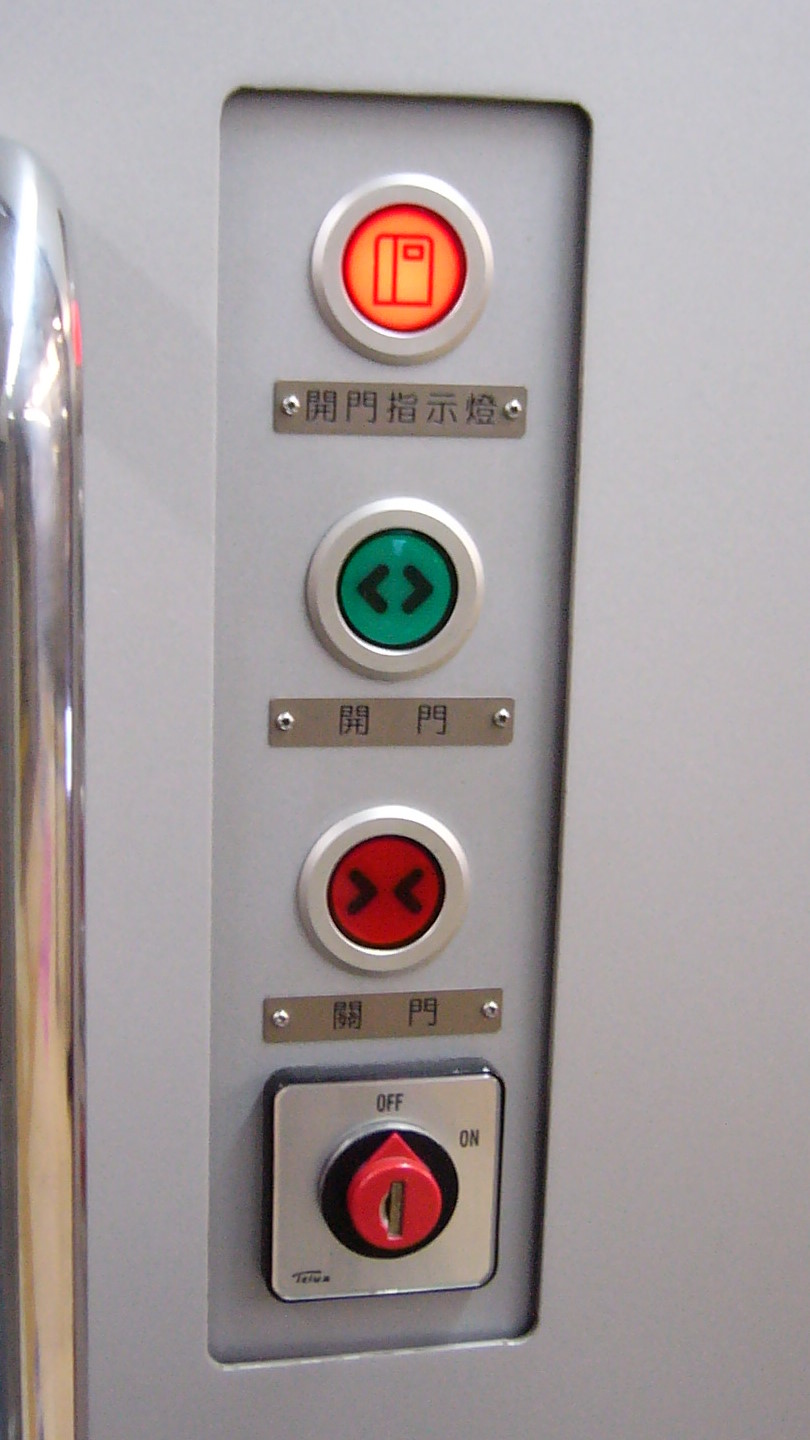
車門連控操控面板

### 客室設備

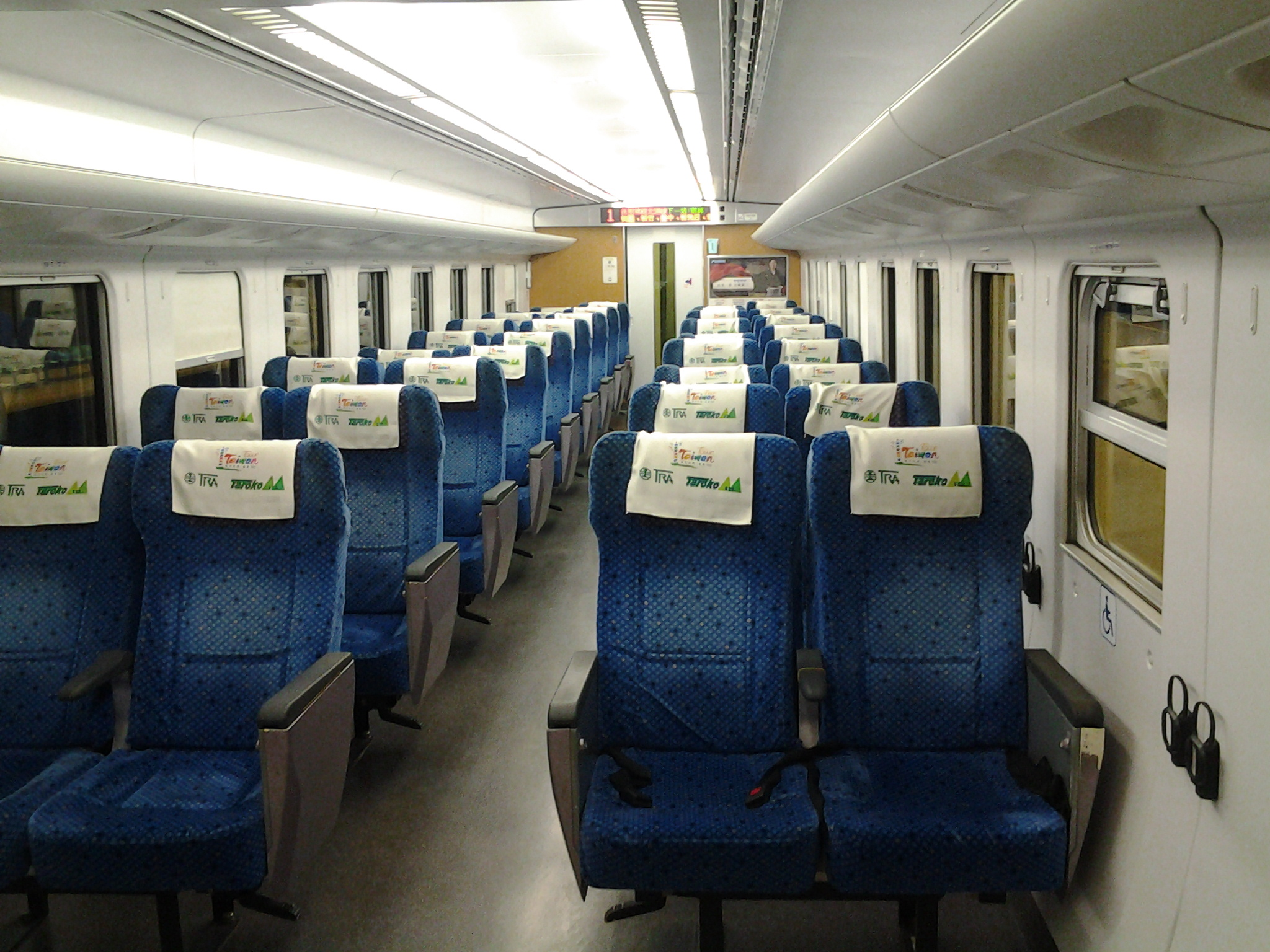
TEMU1000型身障車廂內部

TEMU1000型的客室裝潢採用白色系為主，地板採用灰色系地板，客室通道門端面牆則採用木質壁紙，客室照明採用間接式設計。在行李架下方座椅上方設置了閱讀燈，以及將放飲料的杯架改為塑膠製。置物掛勾不同於過去列車使用的金屬製掛勾，採用隱藏式掛勾。窗簾首次採用無段式遮陽窗簾，不同於過去所使用的傳統式窗簾不同。座椅首次採用仿皮革材質沙發斜椅，以每行2+2的配置方式，並且在每個座椅的扶手板裡設置了隱藏折疊式小桌。由於座椅不符合人體工學設計，乘坐時因座椅材質偏滑，身體易向下滑動，加上沒有設置腳踏板，造成旅客乘坐不適；後期更因座椅表面材質年限已屆，已有不少車輛出現破損情形，因此台鐵於2011年中旬起，陸續將座椅由原人造皮革材質換為以往對號列車所用的絨布材質:14－20。
而為了保持車廂內的溫度，列車的通道門與貫通門採用了觸碰式開關以及紅外線感應並用的自動門。為了在緊急狀況能夠聯絡列車長，TEMU1000型首度裝設緊急用對講機。每一節車廂皆設有廁所，除了無障礙車以外其他車廂的廁所將男性專用小便斗與男女共用廁所分開設置，在屬於動力車的第2、4、5、7節車廂設置蹲式馬桶，而屬於電源車的第3、6設節車廂置坐式馬桶，每節車廂的廁所皆有設置洗手台以及嬰兒換尿布台。後來為提供更舒適的育嬰環境而將第4節車廂的馬桶拆除，改為育嬰室。而避免接聽行動電話時干擾到旅客，每一節車廂皆設置行動電話接聽處，同時提供行動電話充電用的插座以及小桌。另外，為了提供無障礙乘車環境，第1節以及第8節車廂提供無障礙座位，最初無障礙座椅採用對向式設計因此無法旋轉方向，沒有設置隱藏折疊式小桌，而後來因為無法放置特殊尺寸的輪椅的緣故，將無障礙固定式座位撤除改為放置輪椅空間，並且將4個一般座位改為無障礙座位並且用紅色系的絨布來區分座位。除此之外，無障礙洗手間採用按鈕式自動門設計，設置一組坐式馬桶以及男性用小便斗以及洗手台，而在輪椅空間旁以及廁所內設有服務鈴:14－20:116。

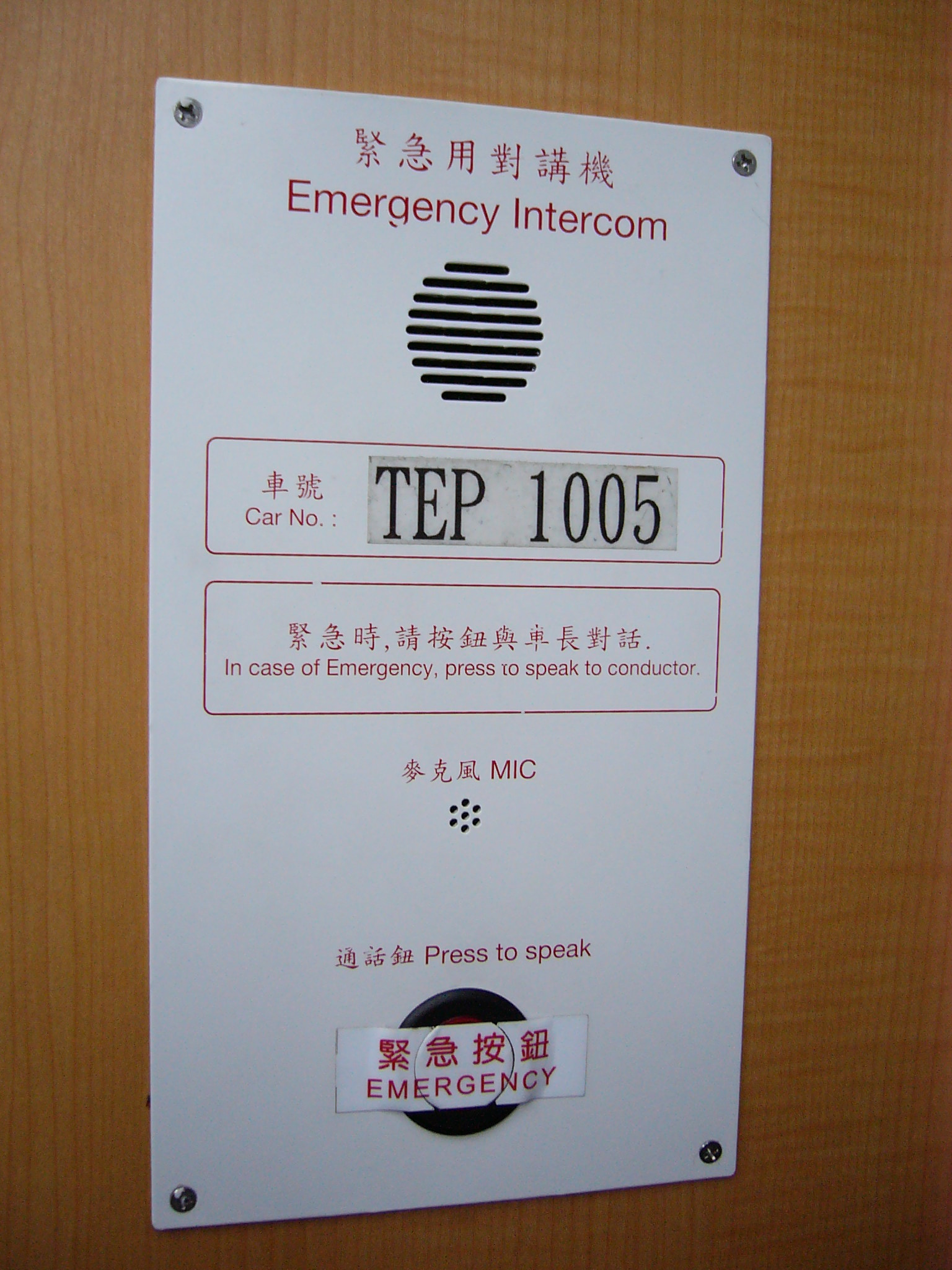
緊急用對講機

### 列車資訊顯示板與廣播系統

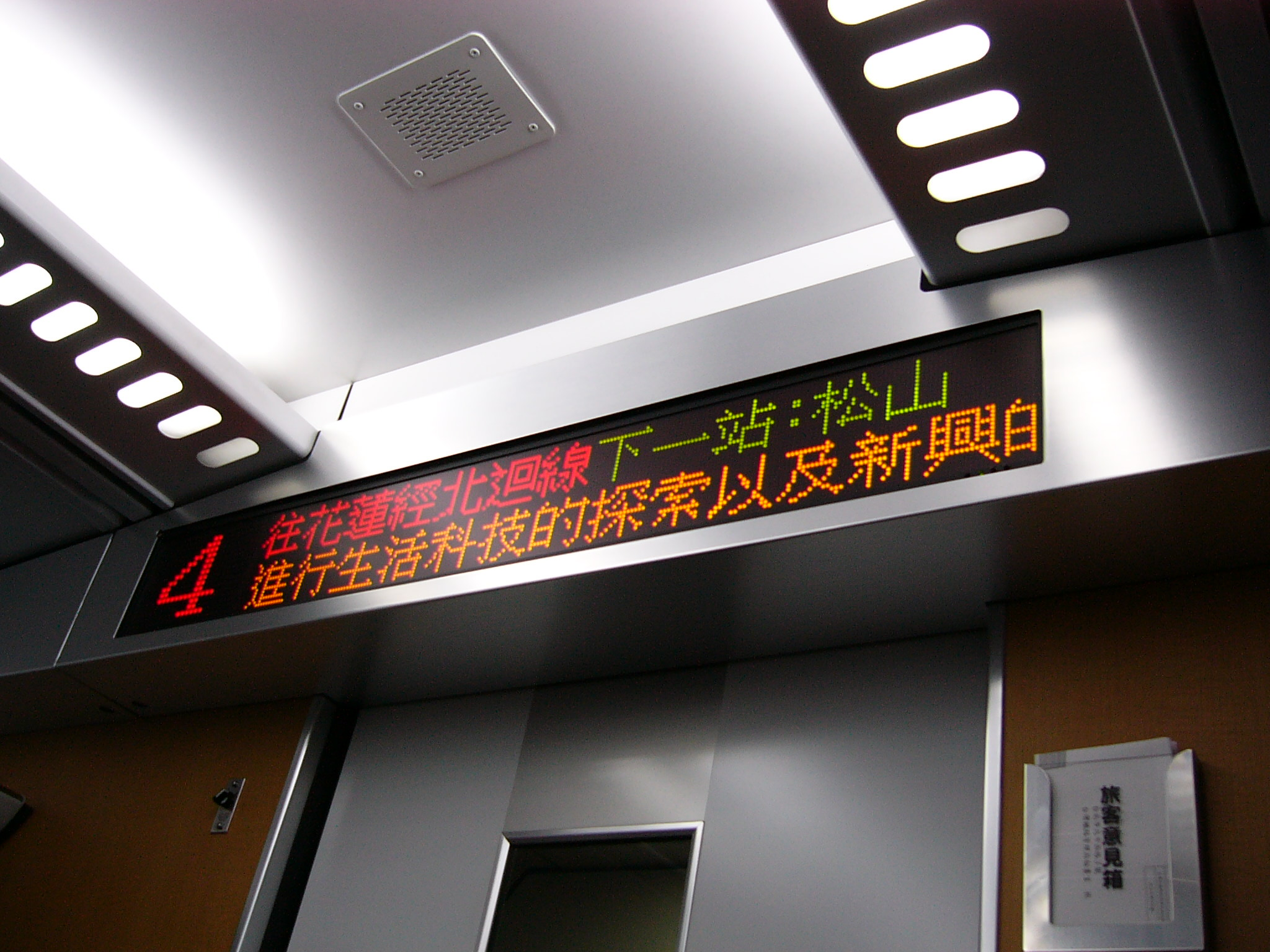
LED旅客列車資訊顯示板

為了能夠提醒旅客到站，在通道門上方以及無障礙空間裝設大型雙列發光二極體（LED）旅客列車資訊顯示板，兩行的LED顯示板則會在上行顯示中文的站名以及下一站資訊，下行則會顯示英語站名以及沿途停靠站資訊，遇到整點時會自動報時。
例如往花蓮方向北迴線列車，下一站是松山會顯示方式是：
| 「往花蓮經北迴線 下一站：松山」 「To：Huailen Next stop：Songshan」 |

而列車到達停靠站時，顯示方式是：
| 「本站：松山 下一站：八堵」 「This Stop：Songshan Next stop：Badu」 |

而列車接近終點站時會以雙排顯示：
| 「本列車終點站：花蓮」 「Destination：Hualien」 |

列車的廣播採用自動廣播系統，並使用國語、閩南語、客家語、英語播音，在東部幹線區間也會使用阿美族語播報到站資訊等。

### 機電
TEMU1000型的機電系統與885系均採用日本日立製作所製造，主控制裝置（即牽引逆變器；簡稱C/I）採用絕緣柵雙極電晶體變頻器（IGBT-VVVF）控制元件之脈衝寬度調變方式（PWM）進行控制，主電動機採用EFO-K60鼠籠式三相非同步電動機，主電動機單組的連續靜態輸出功率為190kW動力，而每一輛動力車均安裝四組牽引馬達，編組總輸出功率為3,040kW動力，相當於4,075hp動力，在TEMU1000型同時設置速度控制系統，以提升列車的性能表現，而列車的平均加速度為0.66m/s2，原廠設計最高時速為160km/h，然台鐵規章營運最高時速為130km/h:114:63－70:14－20。
TEMU1000型的集電弓採用單臂式集電弓，設置在TEP1000型無動力電源車上，避免車輛進行傾斜時集電弓脫離高架電車線，集電弓設置在轉向架承懸上方並藉由支撐架來支撐，而與過去直接設置在車頂方式不同，因此集電弓不會因為列車傾斜而偏移。而集電弓的升起由主要彈簧來進行，降下時藉由空氣壓縮機進行作用，而不同於其他型式的列車皆由空氣馬達來進行升起，當沒有空氣壓力時無法進行升降:116:63－70:14－20。
為了行車時能夠得知列車的狀況的設置，TEMU1000型車上所有機器的控制裝置均整合進類似列車資料管理系統（Train Information Management System，簡稱TIMS）的列車控制與監控系統（Train Control & Monitor System，簡稱TCMS）。而所有機器的狀態和運作數據均會通過纜線傳送回系統，並顯示在主控台的TCMS專用液晶顯示器上。在駕駛層面，駕駛能透過螢幕隨時得知列車目前的情況，而系統的自我診斷功能也能協助首班車長簡化離廠前的檢查程序。在維修方面，系統的自我診斷和運作紀錄功能可協助修理員了解裝置的情況和找出問題所在，使得檢查以及維修工作更快完成:116。

### 轉向架與制軔
TEMU1000型的轉向架與885系電聯車使用同一款式的自然傾斜式空氣彈簧轉向架，第一層懸吊為軸彈簧採用油壓避震器以及鋼圈彈簧，第二層懸吊為空氣彈簧，而為了防止車輛產生蛇行現象而裝設車廂減擺器，避免乘客乘坐時感到不適。動力車（生產編號均以TEM開頭）使用KH-207型（又稱為DT406K型）動力轉向架，無動力車（生產編號均以「TED」開頭）以及電源拖車（生產編號均以「TEP」開頭）分別採用KH-206型、KH-208型（又稱為TR406K型）轉向架，兩者的區別在於有無集電弓的支撐架掛勾。所有列車均安裝了停車制軔裝置，長期停泊時不需再使用止動楔固定列車。:114:63－70:14－20
列車的傾斜技術採用日立製作所的「可控制傾斜技術」，原理為列車接收到來自於列車自動保護系統（ATP）地上感應設備的訊號時，啟動轉向架上的傾斜控制器來進行控制傾斜梁的傾斜，低於60km/h以下會抑制傾斜控制器進行鎖定，與自然傾斜技術方式不同的是，傾斜的弧度較為圓滑，避免讓乘客感到不適，而列車最大傾斜角度為5度，因此在經過彎道時能夠比一般的列車時速高於25km/h通過:114:63－70:14－20。
TEMU1000型的基本制軔系統是電子控制式氣軔以及碟式制軔系統，在動力車的制軔使用電子控制式氣軔，而無動力車的制軔則是採用碟式制軔，並附有踏面清掃裝置。空氣壓縮機則採用日本納博特斯克
（Nabtesco；）所製造的低噪音渦卷式壓縮機。:119:63－70:14－20

### 保安裝置
為了避免發生列車追撞事故，TEMU1000型電聯車的鐵路安全裝置採用自2006年開始啟用的龐巴迪運輸製的列車自動保護系統（ATP），相當於歐洲鐵路交通管理系統等級一規範:119。

## 無階化改造
太魯閣列車為傾斜式列車，原廠設計時，為防止高速過彎可能擦撞月台，將其車廂下緣內縮，並於車門下方增加踏板的設計，防止乘客踩空車廂與月台間隙，車門開關前，踏板會連動先升起或下降。無階化開始進行後，發現本型車踏板寬度會卡住增高的月台，因此暫時讓本型車僅行駛於海線。台鐵於在2019年11月4日將TEMU1003+1004編組迴送至大肚仕佳興業進行試驗改造（僅改造TED1003單節車廂），並於2019年11月21日出廠試運轉，但改造踏板反而會卡住尚未無階化的車站月台，因此12月10日將無階化踏板拆除，並將原本踏板裝回，待新的踏板重新改良後本編組再繼續進行改造。另外，此次進廠將防墜鍊條裝上此編組之車廂連結處，為此車型第一列裝設防墜鍊條之列車。2020年3月10日再度進廠改造。
2022年9月14日，TEMU1007+1008編組迴送至大肚仕佳興業，進行第三次改造踏板。10月20日行駛山線試運轉。

## 形式說明與編組方式

### 編組體系
TEMU1000型主要以每四輛為一個動力編組，實際營運時使用兩個動力編組相連成一列列車，即總共八輛一列的編組方式，動拖比為4M4T。為了避免干擾列車自動保護系統的運作，臺鐵首次將動力車編組的配置更動，改為駕駛拖車TED1000型、馬達車TEM1000型、電源動力車TEP1000型以及馬達車TEM1000型的編組方式:119，而後續引進的TEMU2000型電聯車以及EMU800型電聯車皆採用相同編組方式。TEMU1000型電聯車一共有376個座位，由於此車種所開行的太魯閣自強號不開放無座搭乘，而是採取全車定員劃位制，故載運上限即376名乘客。
TED1000型
駕駛拖車，設有車長室以及車廂頭端設置無障礙設施，一共16輛。
TEM1000型
馬達車，其中4號車設有育嬰室，在2號車跟7號車車底設有主控制裝置以及整流器，而4號車跟5號車車底設有主控制裝置、整流器以及靜態式變流器，一共32輛。
TEP1000型
電源動力車，集電弓設置在車頂，並設有主變壓器以及真空斷路器，一共16輛。
|          | TEMU1000 ←（逆行）彰化、台中、新竹方向七堵、宜蘭、花蓮（順行）方向→ |                |               |                |                |               |                |                |
| 車廂編號 | 1                                                                   | 2              | 3             | 4              | 5              | 6             | 7              | 8              |
| 集電弓   |                                                                     |                | ＜            |                |                | ＞            |                |                |
| 形式     | 40TED1000 (Tc)                                                      | 40TEM1000 (M1) | 45TEP1000 (T) | 40TEM1000 (M2) | 40TEM1000 (M2) | 45TEP1000 (T) | 40TEM1000 (M1) | 40TED1000 (Tc) |
| 其他設備 | ,                                                                   | [蹲]           | [坐]          |                | [蹲]           | [坐]          | [蹲]           | ,              |
| 安裝機器 | CP                                                                  | VVVF,Rc,SIV    | Mtr,VCB       | VVVF,Rc,SIV    | VVVF,Rc,SIV    | Mtr,VCB       | VVVF,Rc,SIV    | CP             |
| 載客量   | 36人                                                                | 52人           | 48人          | 52人           | 52人           | 48人          | 52人           | 36人           |

範例
- VVVF：主控制裝置（牽引整流器（C/I）；VVVF變頻器）
- Rc：整流器
- Mtr：主變壓器
- VCB：真空斷路器
- SIV：靜態式變流器
- CP：空氣壓縮機（主風泵）
- ：駕駛室,車長座位及乘務員室
- [坐]：坐式廁所、[蹲]：蹲式廁所
- ：育嬰室
- ：無障礙設施（輪椅停放區及多功能廁所）

參考資料：:119

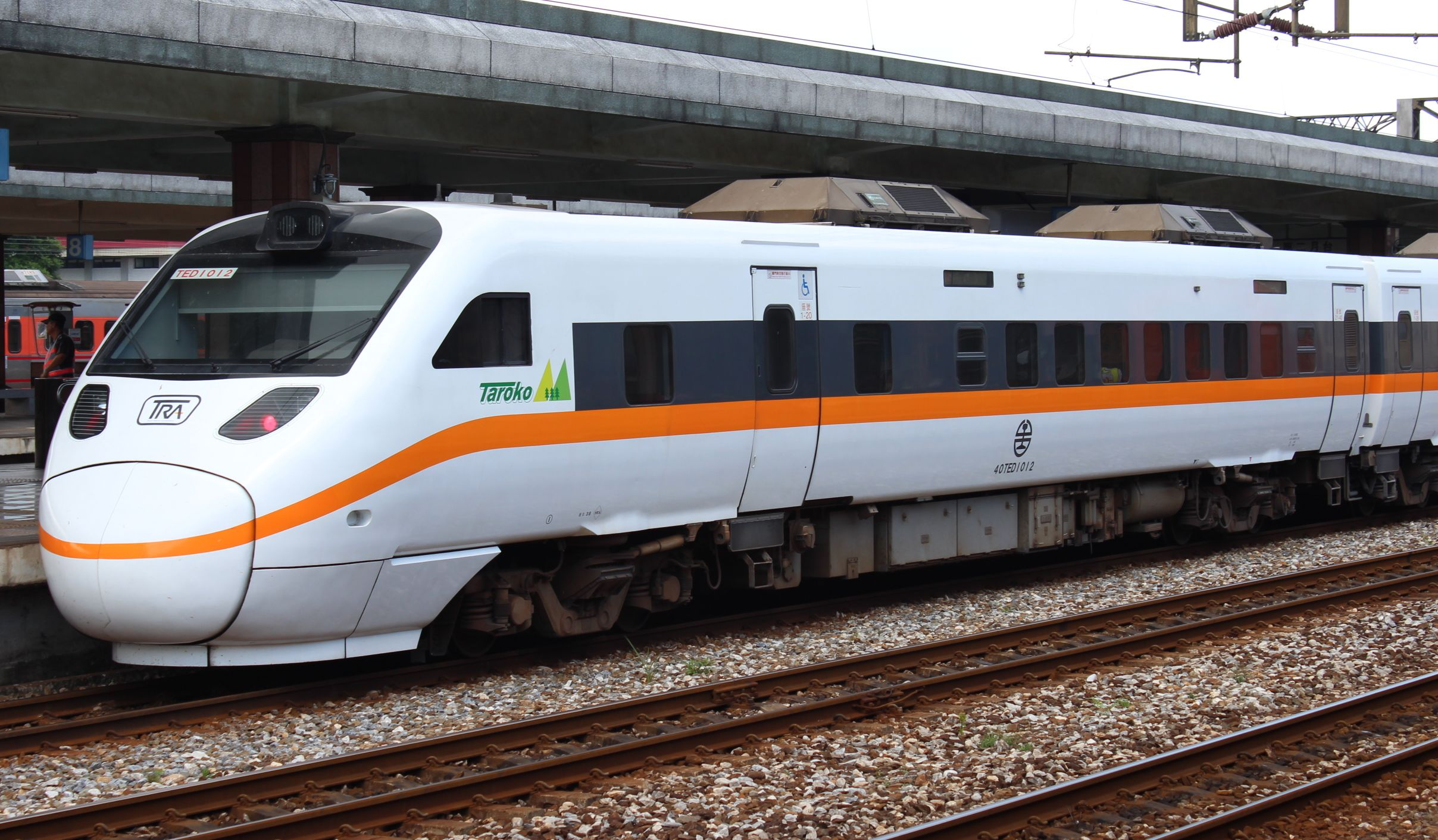
TED1000型駕駛拖車
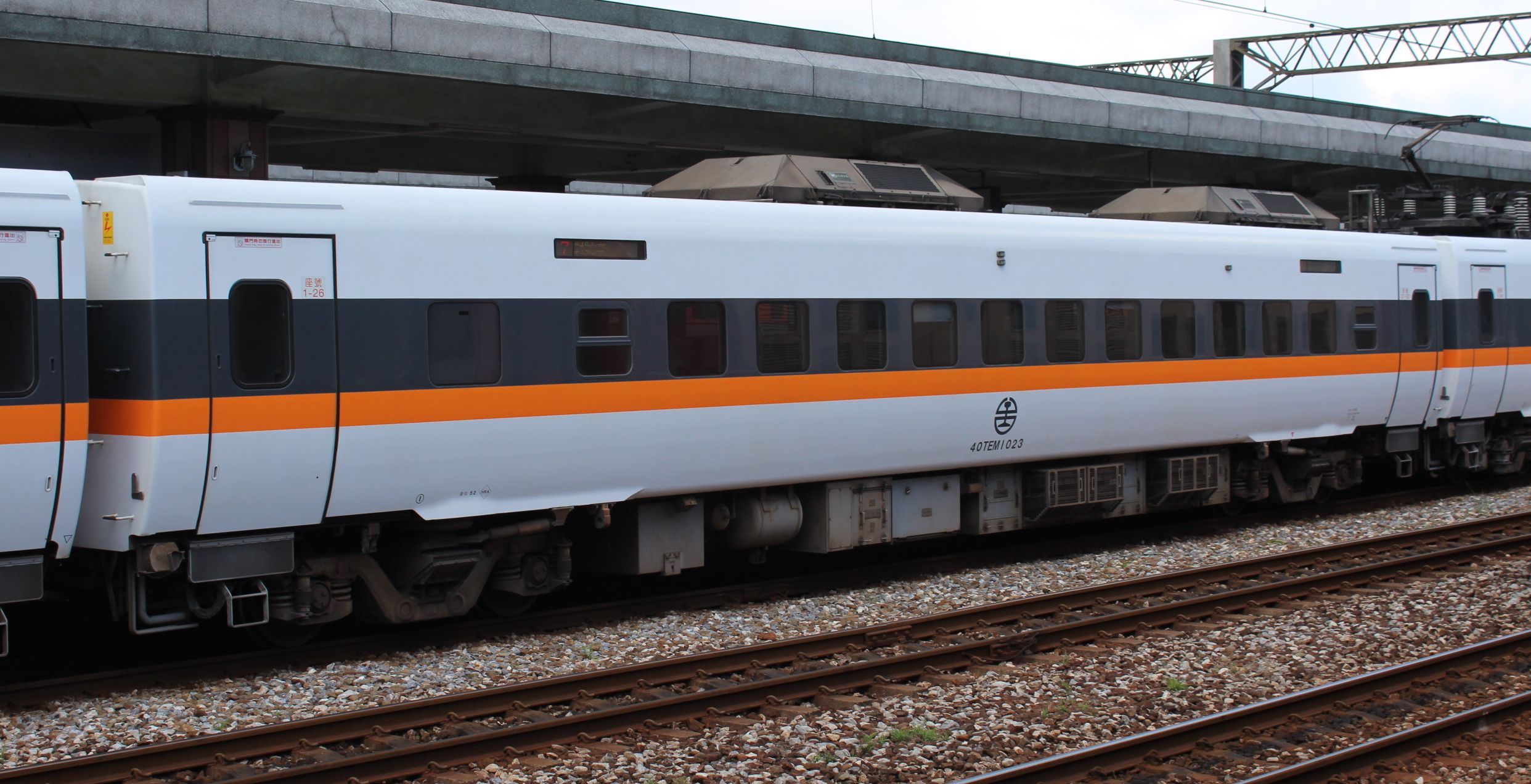
TEM1000型馬達車（2、7車廂）
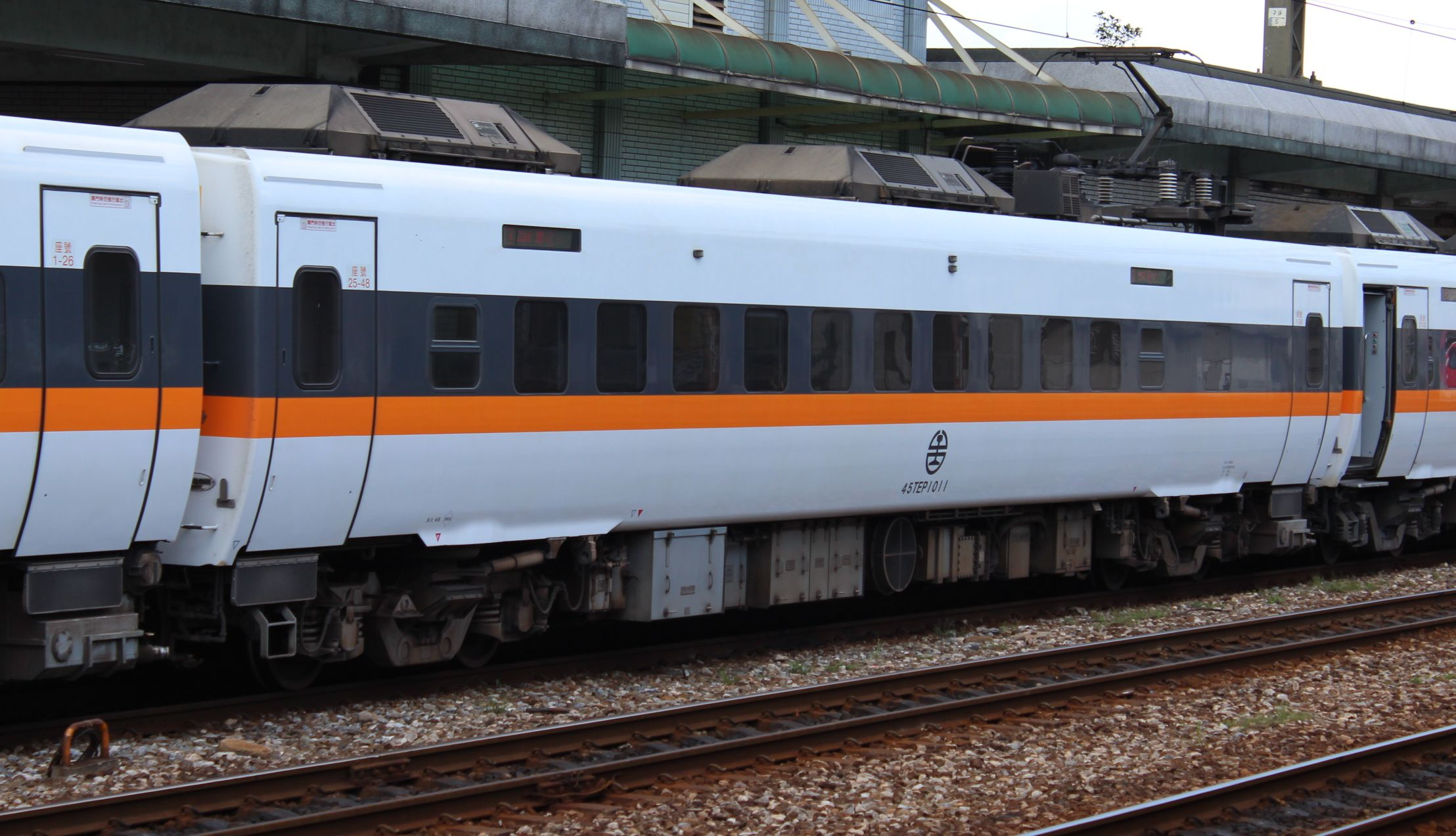
TEP1000型電源動力車
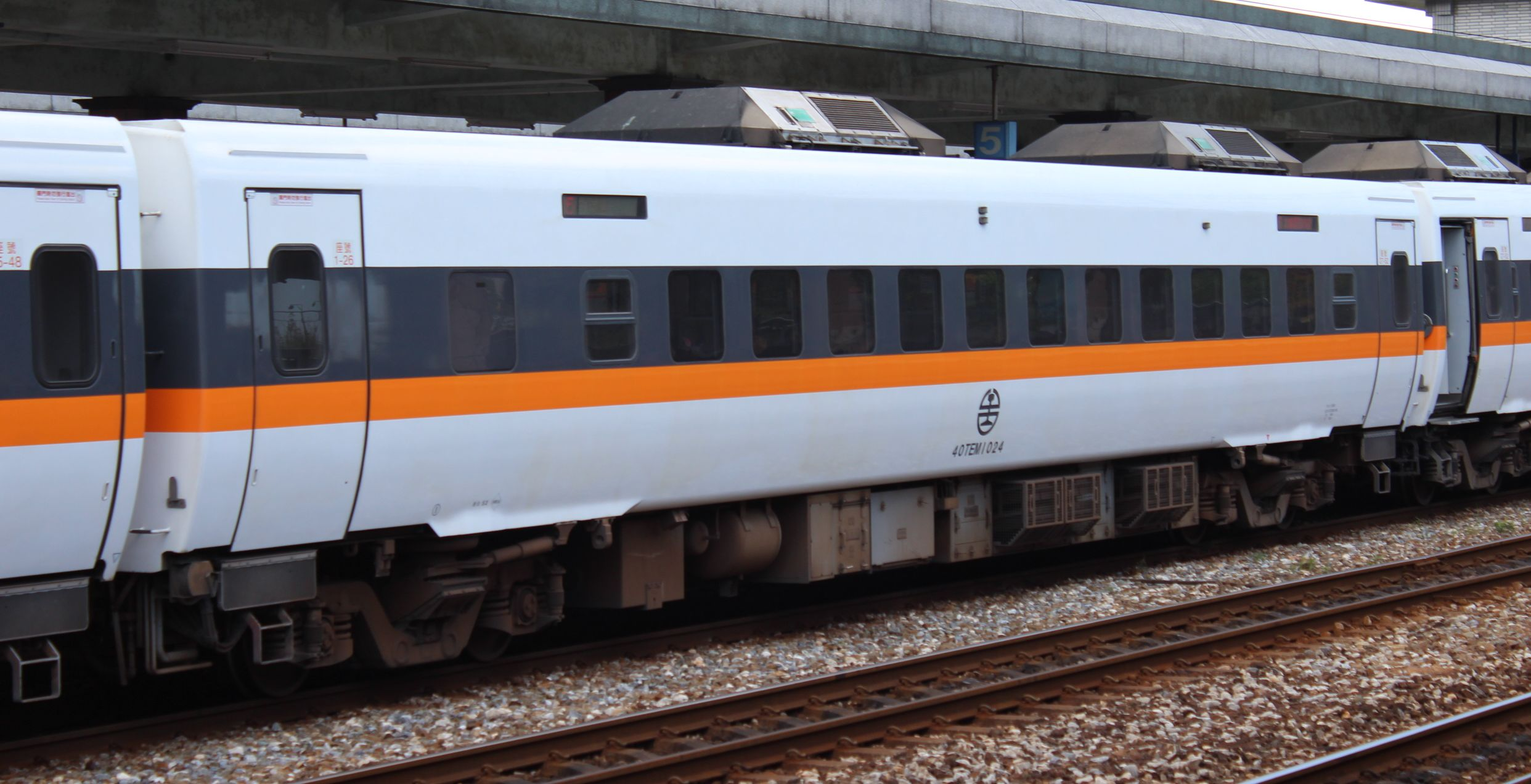
TEM1000型馬達車（4、5車廂）

### 編組方式
第一批車輛於2006年12月17日運抵台灣，於2007年5月8日開始營運，而第二批車輛於2007年12月8日運抵台灣，於2008年2月2日開始營運。兩批車輛外觀相同，而不同的地方以車燈上的橡膠膠條的粗細來分辨，第一批車輛的橡膠膠條較細，而第二批車輛的橡膠膠條較粗。而第5編組由於發生埔心平交道事故導致該編組停用。經日本原廠鑑定無法修復，修復工程由日立重新打造車體（於2014年9月打造完畢:16－22），台鐵自行組裝的方式完成並試車, 於2015年3月25日重新營運:6－7。
2012年12月，第5編組於事故受損輕微的TEMU1009部分，曾於該月初由機車頭牽引至成追線轉換方向，之後再將TEM1018摘除，改掛事故編組TEMU1010的TEM1020，與第2編組的TEMU1003聯掛恢復運行。不過2013年3月，TEMU1004已經恢復與TEMU1003聯掛；2013年4月，第6編組於4月5日停放花蓮時，因調度失誤導致TEMU1011被調車中的機車頭撞上，使得先頭車TED1011聯結器罩破損而必須進廠維修，因此其再度由機車頭牽引至成追線轉換方向，與修復完成的TEMU1012聯掛，2013年5月下旬，TEMU1011已經修復完畢，恢復與TEMU1012連掛。
2014年9月，第5編組由日立重新打造的TED1010車體部份運抵來台，並經五個多月的後續機電與內裝組裝，與連同TEM1019、TEP1010車廂之修復作業後，已於2015年2月6日完成組裝及靜態測試。2015年2月10日，第5編組開始進行動態運轉測試，原規劃於2015年農曆春節期間恢復載客營運:16－22。不過後來因動態運轉測試所需時數尚未達到，故無法支援春節輸運，並暫時停在樹林站內。春節過後已經恢復並持續進行動態運轉測試中，並且於2015年3月25日擔任232車次起重新投入營運:6－7。

## 特殊塗裝
台鐵於TEMU1000型推出以下的彩繪列車，分別如下：
- 第2編組（TEMU1003+1004）：2011年建國百年火車環島接力塗裝[N 29]
- 第4編組（TEMU1007+1008）：2019年原住民族日彩繪列車[N 30]
- 第7編組（TEMU1013+1014）：2016年新太魯閣Hello Kitty彩繪列車[N 31]
- 第8編組（TEMU1015+1016）：2016年馬白水太魯閣之美彩繪[N 32][N 33]

## 行車事故

### 埔心平交道事故

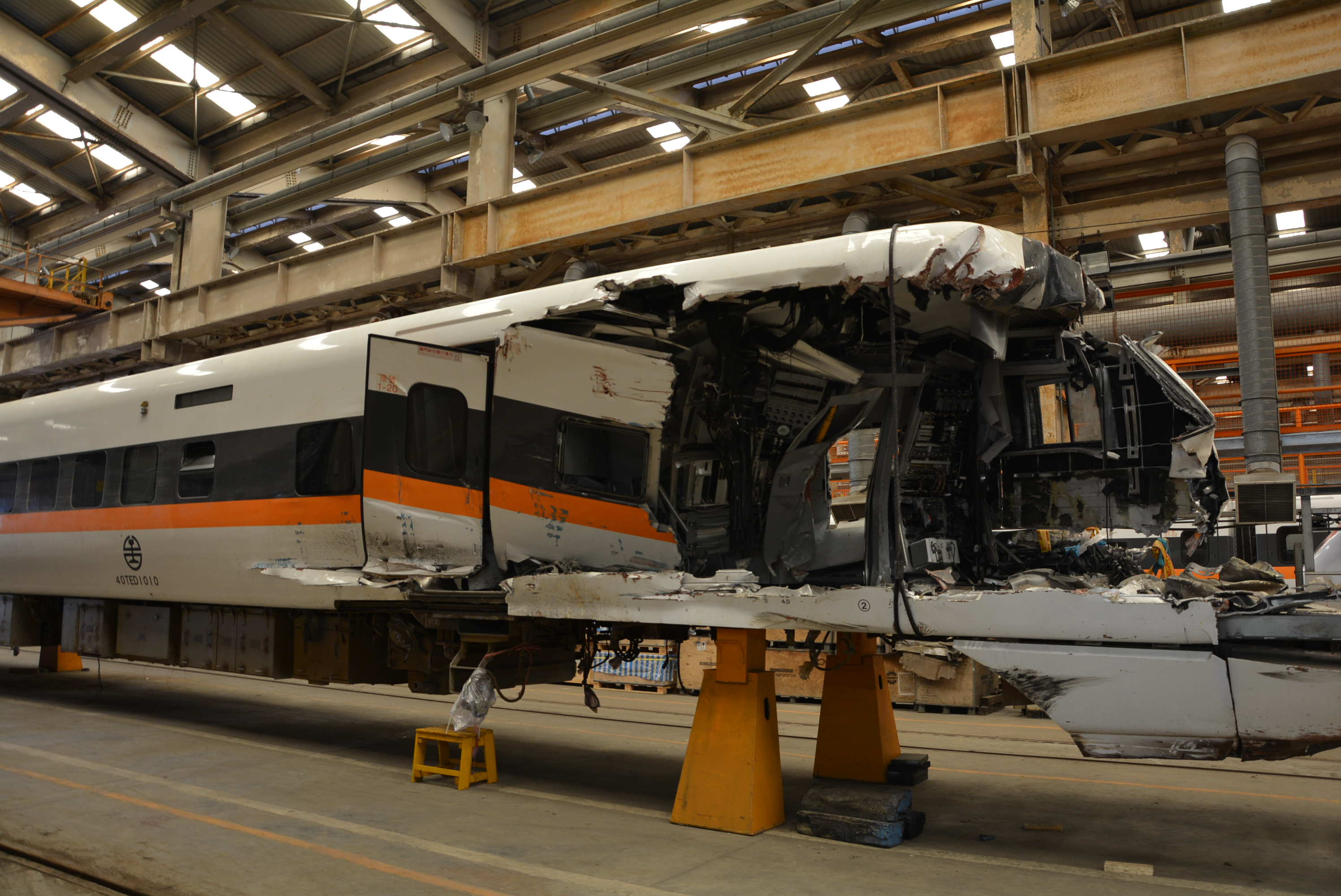
埔心平交道事故毀損最嚴重的TED1010號車廂，現已報廢部分零件，已於2015年採購新車殼與部分零件

2012年1月17日，埔心平交道事故為TEMU1000型首次造成人員傷亡的行車事故:6－7。當天擔任278次太魯閣自強號列車（田中開往花蓮，車上旅客300人）於桃園縣楊梅市（今桃園市楊梅區）埔心車站南邊幸福水泥平交道（基隆站起73公里434公尺）被闖越平交道的砂石車撞上，造成列車駕駛當場殉職，TED1010頭端扭曲變形嚴重損毀，以及TEM1019、TEP1010等三節車廂出軌毀損。:27－32，在2012年2月時經由日立製作所的人員進行鑑定，TED1010嚴重損毀無法進行修復，因此TED1010成為第一輛因事故報廢的TEMU1000型電聯車。台鐵原想請日立重新製造一輛新駕駛車（TED1010），不過因該型車已停產，重啟生產線困難，經過多方協調日立只要打造車體部分，並進口相關機電，由台鐵自行組裝。。日立方面以「買一修二」的方式為第五編組進行修復，工程報價約需新台幣二億元。。其修復案已於2013年6月完成簽約，修復金額約1億9411萬元，新車體於2014年9月1日運達台灣台中港，後續由台鐵自行組裝零件。到了2015年2月8日，台鐵宣布列車維修完畢。工程中，維修的臺北機務段將可用零件、座椅等從已報廢TED1010舊車體摘除，與其他組件裝至全新TED1010車體後營運，並於2月10日開始進行動態運轉測試，原規劃春節假期重新開始營運:16－22，但因為動態運轉測試所需時數尚未達到，春節假期期間並未上線營運。春節連假過後，仍持續進行動態運轉測試中，已於2015年3月25日擔任232車次起重新投入營運:6－7。

### 0402臺鐵408次事故
2021年4月2日，由樹林開往台東的408次太魯閣列車（第7編組；TEMU1013+1014）在行駛至北迴線崇德—和仁間東線（51K+250）清水隧道（公路台9線115km附近），撞上一輛邊坡滑落侵入軌道的邊坡整治外包商之工程車輛，導致車輛出軌、車廂變形及車側壁嚴重毀損；因事故地理位置，臺鐵局北端從公路由遊覽車及救護車接駁，南端走鐵路，在電車線受損情況下，花蓮機務段指派DR2800型柴聯自強號為408B次，來回接駁旅客及傷者，另南端當時暫不開放的新城車站做為中繼點，後續由救護車接送往附近醫院救治；待人員搜救完成後，甫進行列車拖離作業；4月7日，出軌車輛全數移除，隨後進行路線修復、隧道結構檢測。此事故造成該班次司機員以及助理司機殉職，共49人死亡、213人受傷。

### 集電弓問題
TEMU1000型經歷多起集電弓扯斷高架電車線導致列車無法行駛，並且連帶影響到其他列車行進的事故 ，台鐵要求後續購入的車輛必須包含自動降弓保護裝置 ，在2014年5月12日交通部公布調查報告，台鐵將集電弓支架由鋁製改為鐵製，因此造成固定支架螺絲孔擴大，導致螺絲鬆脫並使得支架脫落。

## 運用方式
TEMU1000型電聯車全數隸屬於台北機務段，從2007年5月8日開始投入營運:9，主要行駛往返於西部幹線員林到台東之間，由於本型列車尚未無階化為了配合臺中高架化的月臺，太魯閣列車暫時退出山線改行海線，而部分列車由樹林以及東部幹線的台東，知本為始發站。TEMU1000型電聯車正進行無階化改造，當列車故障無法運轉，或列車編組檢修時則改為TEMU2000型電聯車替駛。

### 改點
2015年10月15日，TEMU2000型取代現有西部幹線彰化到花蓮之間的營運模式，但本型車也將首度以正班車名義，運行至知本，替駛東部幹線樹林─花蓮─台東（知本）間的部分班次。
2016年10月20日，原由TEMU2000型代為行駛的278、285次再度改回由本型車行駛，並將起迄站改至員林站。
2011年9月10日、20日、30日為了配合《火車環島接力─百年車站巡禮》活動擔任郵輪式列車，行駛區間為新竹至彰化，由第2編組擔任（TED1003+1004）。
2022年6月29日，經海線行駛的278、285次，營運配合車站停靠調整，西部起訖站改至彰化，同時增停鶯歌。
2022年9月14日調整車次，原太魯閣219、233、234、248、278、285次改為普悠瑪號行駛，原普悠瑪202、237次改為太魯閣號行駛，本次改點太魯閣號營運範圍縮減至樹林─知本間。

## 車輛
TED1014、TEM1027：2021年4月2日408車次清水事故嚴重損毀車輛，2022年起先保存在位於桃園市的台北機廠（亦稱富岡車輛基地）。

## 備註
1. ↑  共引進65輛（含事故替代車1輛），現役56輛。TED1010事故報廢，後引入同號車替代；第7編組（1013+1014）因事故嚴重毀損，台鐵公告為停用。
2. ↑  歐洲鐵路交通管理系統（英語：European Rail Traffic Management System）簡稱ERTMS是歐洲鐵路的保安裝置，其中包含了歐洲列車控制系統（ETCS）。
3. ↑  牽引變流器（Converter & Inverter；簡稱C/I）是台鐵內部將主控制裝置與整流器（Rc）兩者統稱，依照車輛引進年代不同，內部搭載斬波器或者是VVVF元件，而為了分辨兩者元件的不同而採用分別標記[T 9]。
4. ↑  2012年4月21日，由花蓮開往新竹的275次太魯閣自強號，通過竹北車站時集電弓拉扯到高架電車線，導致TEP1003與TEP1004的集電弓以及電車線懸臂架受損，竹北車站到新竹車站之間的電車線下垂[N 42][N 43][N 44]
5. ↑  2014年2月28日，由田中開往花蓮的278次太魯閣自強號，通過埔心車站後集電弓拉扯到高架電車線，導致列車集電弓以及電車線懸臂架受損，埔心車站到中壢車站之間的電車線掉落，事發後將事故列車繼續開往樹林車站後改由同型列車繼續往花蓮車站行駛，事故列車隨即進樹林調車場維修[N 45][N 46]

## 外部連結
- （英文）Hitachi-Intercity Trains Delivery Records （页面存档备份，存于）
- （繁體中文）.   [2011-03-19]. （原始内容存档于2012-11-02）.
- （繁體中文）Train Collection-台鐵TEMU1000型傾斜式電聯車 （页面存档备份，存于）